# Народно позориште у Београду
Народно позориште у Београду је позориште у Београду које се налази на Тргу републике, на углу Васине и Француске улице, у самом центру града. Основано је 1868. године, а у садашњу зграду, на месту тадашње Стамбол капије, уселило се 1869. године. У оквиру њега функционишу уметничке јединице Опера, Балет и Драма, а представе се одигравају на Великој сцени и Сцени „Раша Плаовић”. Данас представља једну од најрепрезентативнијих и најзначајнијих културних институција Србије.
Године 2014. Народно позориште у Београду постало је део Европске руте историјских театара (The european route of historic theatres), која има за циљ неговање културне баштине одабраних европских позоришта насталих између 1500. и 1900. године.

## Назив
Године 1900. у новосадском листу Позориште се ово позориште назива Краљевско српско народно позориште у Београду. Данас, након периода комунизма, у имену позоришта се не помиње краљ нити српско име. Заправо, једноставан назив "Народно позориште" је коришћен и пре рата.

## Оснивање
Све од 1842. године, постојала је жеља и напори да се у Београду оснује стално професионално позориште. Иако су први покушаји у том смеру пропали, Народно позориште у Београду је ипак основано 1868. године. Оно је најпре било смештено на привременој локацији у тадашњој Космајској улици на броју 51, у гостионици „Код енглеске краљице“. За адаптацију овог простора био је ангажован архитекта Александар Бугарски. На овој локацији, 22. новембра 1868. године (по новом календару), Народно позориште је имало своју прву представу - изведена је представа „Ђурађ Бранковић“ Кароља Оберњака. Тај се датум данас слави као Дан позоришта. Народно позориште се на овој локацији задржало годину дана. Представе су игране и у магацину Царинарнице(Театар на Ђумруку), у салама хотела (Театар „Код јелена"), у Кнежевој пивари, у хотелу „Српска круна“ и кафани „Код енглеске краљице“.
Залагањем Одбора Љубитеља народне просвете и Позоришног одбора организовано је прикупљање добротворних прилога: кнез Александар Карађорђевић приложио је 1.000, а капетан Миша Анастасијевић 500 дуката, док је Влада Кнежевине Србије поклонила земљиште на Зеленом венцу и новчани износ од 2.000 дуката. Иако је позоришно здање на Зеленом венцу започето 1852. године, према пројекту италијанског архитекте Јосифа Касана, од ове намере се одустало због подводне природе тла. Овај градитељски неуспех одложио је успостављање првог српског позоришта за готово две деценије.
Подизањем Народног позоришта на углу Васине и Француске улице и реализацијом Јосимовићевог  Плана регулације вароши у шанцу из 1867. године створени су услови за формирање данас главног београдског трга, Трга републике.

## Глумачке школе

##### Прва школа при Народном позоришту у Београду (1870)
Почеци школовања уметника у Србији јављају се још половином 19. века, као вид напора за културну еманципацију српског народа и у виду тежње за богаћењем националне традиције тековинама европске културе. Упоредо са конституисањем и развојем српске државе и паралелно са процесом успостављања система општег и стручног школовања и подизања његовог нивоа од времена Доситејеве и Карађорђеве Велике школе до Универзитета, јавља се и потреба за образовањем у области уметности.
Испрва, у пионирским путујућим позоришним трупама, образовање и компетенције чланова оваквих дружина нису биле подједнаке, ни по општем образовању, ни по писмености. Осим тога свако је имао мање или више глумачког искуства, надарености и интуиције. Пошто је држава била та под чијим је патронатом од самог почетка и деловало Народно позориште у Београду, наметнула се потреба за систематским образовањем уметника и школовањем младих глумачких нараштаја.
Непосредно по оснивању Народног позоришта 1868. године, први управник, Јован Ђорђевић, оснива интерну Позоришну школу за већ запослене глумце по истом принципу како је то урадио три године раније у Српском народном позоришту. Ова врста обуке би се данас могла назвати перманентним образовањем, а сам њен циљ свакако је био подизање нивоа позоришног професионализма. Прави помак у том смислу догодио се тек ангажовањем Алексе Бачванског, тада најобразованијег позоришног уметника-практичара, којем је осим улоге глумца и редитеља поверена и организација и руковођење сталном Позоришном школом при Народном позоришту у Београду. Његова интернационална каријера и дводеценијско искуство које га је довело до статуса будимпештанске глумачке звезде, била је подест за професионални искорак полазника ове школе.
На основу одлуке Позоришног одбора од 16. децембра 1869. године, школа је почела са радом 2. јануара 1870. године. Претходно су консултовани Правилници позоришних кућа Беча и Будимпеште, а сам Бачвански је већ био упознат са радом будимпештанске школе за драмску уметност која је била основана већ 1864. године.
Наставни план се састојао од две групе предмета, теоријских и практичних:
- теоријски су били: Теорија драматске поезије са историјом драматске књижевности домаће и странске; Теорија позоришне уметности; Историја позоришне уметности; Српски језик и познавање стихова; Естетика; Историја српскога народа и општа историја;
- а практични: Декламовање; Игра лицем и удовима (мимика и пластика); Тумачење улога и читавих комада и како их ваља беседити; Мачевање (код мушких); Певање, Играње и Пантомима (У посебне вештине је укључено и јахање).

Осим Бачванског (како су га звали по мађарском надимку, Вархиди), глумце је подучавао и сам Јован Ђорђевић по надимку Фотер (швапски искварено од немачког „отац"). Веома близак однос су ученици осећали према својим наставницима, а са друге стране и велико поштовање према овим ауторитетима и великанима театра, како је о томе писао Ђорђе Малетић. За пријем у школу, као и радне обавезе у самом позоришту, оцењивање и стипендирање кандидата одвијало се по установљеним принципима, а најпознатији ученици ове школе су пре свега Милка Гргурова, Тоша Анастасијевић и Пера Добриновић.
После обнављања рада Народног позоришта 1874. године, Позоришна школа није наставила са радом.

##### Друга глумачка школа у Београду (1909)
Ова школа је основана 21. новембра 1909. године. говором тадашњег управника позоришта Милана Грола, а у присуству министра просвете Јована Жујовића. Иако је имала добре предаваче и подршку државе, заправо је због малог броја кандидата и тешког материјалног живота самих глумаца постојала свега неколико месци, тј. само један семестар.
Најбољи ученици и глумци ове школе били су: Александар Златковић, Теодора Арсеновић и Петар Христилић. Као наставници се помињу људи великог позоришног ауторитета: Милан Предић, Илија Станојевић, Сава Тодоровић, али и чувени научници: др Никола Вулић и др Веселин Чајкановић који су предавали историју класичног позоришта и књижевности.
Ова школа је престала са радом како из финансијских разлога, тако и због тривијалног раскола две струје у самом ансамблу. Наиме, министар Жујовић је подржао страну противну управи Позоришта, и тако је дошло до изнуђене оставке Грола и Предића, а долазећа страна изгледа није имала слуха за иновације претходне управе, па је као жртва таквог односа пала и глумачка школа. Међутим, када је сам министар Јован Жујовић, након неколико месеци, поднео оставку и на његово место ступио Јаша Продановић, гарнитура Грол–Предић поново стаје на чело Народног позоришта. Осим многих добро замишљених и успешно спроведених пројеката на подизању нивоа самог позоришта, уследио је и Гролов Меморандум о сарадњи јужнословенских позоришта из 1912. године, који је био испуњен визионарским идејама о заједничким уметничким пројектима, сарадњи око опремања представа, корелацији око превода, у области ауторских права итд. Овде је предложено и оснивање великог заједничког конзерваторијума за образовање певачких и глумачких снага. Та идеја, као и многе друге, остале су неостварене. Наступило је време серије ратова за национално ослобођење, а нерешени проблем позоришног образовања остао је одложен за боља времена.

##### Трећа глумачка школа у Београду – Глумачко-балетска школа (1921—1927)
Након уједињења и стварања нове Државе Срба, Хрвата и Словенаца, у општој обнови земље, показало се да је овај проблем постао је још акутнији. Рат је проредио редове позоришних уметника, а и потреба за свестрано образованим глумцима, услед захтева модерног репертоара и уметнички обликоване режије, захтевала је брзо решавање проблема.
За време министарског мандата Светозара Прибићевића, обновљена је некадашња Уметничка (ликовна) школа поставши, притом, државна институција, а на иницијативу Грола, као управника позоришта, и Нушића, као начелника уметничког одељења Министарства просвете, почела је са радом 1. новембра 1921. године нова Глумачко–балетска школа. Ова школа је ишла ка томе да одговори новим потребама све разноврснијих облика позоришног живота, који је сада подразумевао и оперу и балет.
Ова школа није била институционално везана за Народно позориште. У почетку, школовање је било двогодишње, а затим је продужено на три године. У прву генерацију драмског одсека примљено је петнаест ученика, а након првог семестра је одржан контролни испит, после којег је задржано свега седам ученика. Наредних година је примано по пет до шест нових ученика. Први директори ове школе су били Велимир Живојиновић Масука и Момчило Милошевић.
Програм рада је био амбициозан. Током постојања школе, од 1921. до 1927. године, у разним периодима наставу су водили, између осталих: Милан Грол (Читање наглас, Анализа текста, Дикција), који је врло брзо напустио школу; Милан Богдановић (Српски језик и књижевност, Историја новије домаће и француске драме); др Винко Витезица (Историја драме и Немачки језик); др Јован Максимовић (Руски језик); др Милоје Милојевић (Елементи музике); Злата Марковац (Дикција, Техника гласа); Клавдија Исаченко (Телесне вежбе – пластика); Велимир Живојиновић (Читање и Дикција); Момчило Милошевић (Српски језик, Историја новије домаће и француске драме); Сима Пандуровић (Читање са естетском анализом текстова); Милан Кашанин (Историја уметности); др Ранко Младеновић (Историја позоришта). Ипак, заступљеност појединих предмета у разним периодима рада школе била је неједнака, јер када је школа била притиснута финансијским тешкоћама обим наставе се смањивао, а у неким периодима сводио се само на глуму и дикцију.
Наставу глуме су водили Михаило Исаиловић, Пера Добриновић, Јуриј Ракитин (Психологија глуме са практичним вежбама).
Иако често на удару критике, због зависти оних који нису ангажовани у њеном раду, или оних који су истицали вредност талента без важности образовања, подилазећи на тај начин своме случају, ова школа је ипак изнедрила 25 ученика драмског одсека и ти су резултати за свако поштовање. Из прве генерације изашли су глумци као што су: Дара Милошевић, Лепосава Петровић, Милан Ајваз, Борислав Михаиловић (касније оснивач и редитељ Крушевачког позоришта) и Матеја (Мата) Милошевић који је заправо најважнији преносилац правог глумачког и педагошког пламена по линији Алекса Бачвански, Пера Добриновић, Мата Милошевић и који је био први професор глуме на Академији за позоришну уметност, претходници данашњег Факултета драмских уметности.
Касније генерације свршених глумаца ове треће Глумачко–балетске школе су: између осталих, Невенка Урбанова, Павле Богатинчевић, Бранко Татић, Никола Поповић, Васо Косић, Ружа Текић, Милош Паунковић, Марица Поповић, Софија (Цока) Перић (Нешић), Обрад Недовић. Момчило Милошевић је скромно закључио: „Било би смело рећи да су они прошли кроз најбољу школу ове врсте, али је свакако од користи да је нису обишли”.
Значајну школску активност представљало је јавно извођење представа. За шест година изведено је 65 представа, дакле, најмање једна месечно. Главни мотив ове делатности није био педагошке природе већ заправо вечита немаштина и школа уопште не би могла опстати без прихода од представа, од којих су подмириване скромне потребе наставе и од којих је чак давана помоћ сиромашним ученицима. Представе је омогућило и Народно позориште, које је уступало салу мањежа (после Другог светског рата преправљену у новоосновано Југословенско драмско позориште) и костиме, уз наплату минималних режијских трошкова. Извођени су најчешће комади који се иначе нису налазили на репертоару Народног позоришта, а представљали су добре примере одређених стилских епоха, као на пример: Тиркаре Алена Рене Лезажа, Игра љубави и случаја Маривоа, Стриндбергове једночинке, Баљзаминова свадба Островског, Ханелино вазнесење Хауптмана, Чудо светог Антонија Метерлинка, Шенхерова Дечја трагедија. Ту су режирали Исаиловић, Ракитин, Масука, Пера Добриновић и Момчило Милошевић. Ради опште едукације, пре почетка представа одржаване су тзв. конференције, односно предавања о ауторима извођених дела. Неке представе припремане су у сарадњи са музичком школом што је имало интенцију у оснивању будућег конзерваторијума.
Поједини ученици су били ангажовани и као глумци Народног позоришта упоредо са наставом коју су пратили, попут Невенке Урбанове и Мате Милошевића.
Упркос приходу од представа, школа се непрестано суочавала са крајњом немаштином, што је и довело до њеног гашења у јесен 1927. године.

##### Четврта глумачка школа у Београду (1934—1939)
Након шест година паузе, поново у окриљу Народног позоришта, са одобреним од Министарства „Правилником о оснивању и раду глумачке школе Народног позоришта у Београду”, тадашњег управника Драгослава Илића, 4. јануара 1934. године Четврта глумачка школа почиње са радом. Предвиђено трајање школовања било је три године, од којих су прве две више теоријски усмерене, а завршна година се скоро искључиво састојала од практичног рада, у који је улазило и учествовање у представама Народног позоришта. Управник Народног позоришта био је и директор школе, а секретар школе, у ствари – уметнички руководилац, био је у почетку Јосип Кулунџић, а касније је то место било везано за функцију директора Драме (Радослав Веснић, др Душан Милачић).
У овој школи, наставници су били: Јосип Кулунџић (Вежбе дикције, Глума), Јуриј Ракитин (Техника глуме, Техника говора, Историја позоришта) и Момчило Милошевић (Психолошке анализе текстова са глумачком применом), др Милан Марковић (Историја књижевности и Историја позоришта), Деса Дугалић (Визуелна глума), др Душан Милачић (Књижевна анализа драмског текста), Радослав Веснић (Дикција, Психолошка анализа драмског текста), др Милош Московљевић (Практичне вежбе из дикције), Милорад Ванлић (Психологија и естетика), Бранко Драгутиновић (Елементи музике), Вера Греч (Техника глуме – импровизација), др Ерих Хецел (Техника глуме), Владета Драгутиновић (Стилови глуме), инж. Војислав Јовановић (Техника позорнице), Милица Бабић Јовановић (Историја костима), Надежда Грбић (Ритмика), Владимир Жедрински и Станислав Беложански (Шминкање).
Ова школа није дала баш очекиване резултате и поново се с тим у вези оглашава Милан Грол, који истиче да би се већа важност морала посветити аматерским позориштима и трупама при опсервацији ширег круга селекције кандидата. Куђење и критика од стране Грола који овога пута није учествовао у раду школе, узима се са резервом, али се данас зна да је у овој школи било несразмерно више теоријских предмета од практичних, често су се запостављале главне дисциплине и административни апарат није пратио стварну потребу школе.
И поред ових недостатака, школу су завршили истакнуте позоришне индивидуалности: Теја Тадић, Александар Стојковић, Миливој Поповић Мавид, Душан Антонијевић, Едита Милбахер (Јелена Трумић), Капиталина Апостоловић (Ерић), Мирко Милисављевић, Бранка Ћосић (Андоновић, Веселиновић), Љубица Секулић, Димитрије Парлић, Моша Бераха (Барић), Ладислав (Славко) Лајтнер, Дивна Радић (Ђоковић).

##### Музичка и ликовна академија (1937–1944)
Уредбом Министарства просвете о оснивању средњих и виших уметничких школа у Београду од 31. марта 1937. године основане су Музичка академија и Уметничка (ликовна) академија. Ова новооснована Академија је имала Одсек за позоришну уметност, а била јој је придружена и Средња музичка школа.
Прве школске године 1937/1938. године, на Одсек за позоришну уметност било је примљено девет студената, од којих су троје већ били завршили претходну Глумачку школу при Народном позоришту.
Прве године наставу су водили Момчило Милошевић (Књижевна и психолошка анализа текстова), чија педагошка делатност повезује обе претходне глумачке школе са Академијом, затим Раша Плаовић (Уметничка дикција), др Милош Московљевић (Дикција, Руски језик), др Винко Витезица (Културна историја у вези са развојем драме и опере, Италијански језик), Милорад Ванлић (Основи психологије у вези са позоришном уметношћу) и Лујо Давичо (Ритмичка гимнастика по Жак-Далкрозу). Следеће године Раша Плаовић напушта Академију, тако да поред својих дотадашњих предмета, Момчило Милошевић преузима Практичну глуму, др Милош Московљевић - Српскохрватски језик, а Ђурђе Бошковић Преглед историје уметности.
Године 1939, на место ректора Академије долази Петар Коњовић, велики српски композитор и дугогодишњи руководилац више позоришних кућа и који предлаже идеју по којој би се и на Средњој музичкој школи основао Позоришни одсек, на коме би се школовали будући глумци, а на Позоришном одсеку академије „ће се спремати режисери и драматурзи првенствено и други академски образовани позоришни чиниоци.” По тој идеји, „тек по изузетку, свршени апсолвенти драмског одсека средње музичке школе могу и треба да прелазе на позоришни одсек у академији”.
И поред великих амбиција при оснивању, рад Одсека за позоришну уметност Музичке академије није испунио сва очекивања.
Ипак, међу студентима су били неки који су имали значајно место у послератном развоју позоришта и филма, као и у развоју Академије за позоришну уметност, као што су: Душан Антонијевић, Братислав (Бата) Миладиновић, Јован Путник, Предраг Динуловић, Љиљана Крстић, Илија Милчиновић (Милчин), Радош Новаковић, Димитрије Парлић, Бора Ханауска, Даница Мокрањац, Нада Касапић, Неда Деполо, Софија (Соја) Јовановић, Мића Томић, Мирјана Коџић и други.
Ратне године су довеле до крајњег осипања кадра, полазника и престанка рада Одсека за позоришну уметност Музичке академије 1944. године. Након Ослобођења Београда, 1945. године, Музичка академија почиње са радом, али без Одсека за позоришну уметност. Створио се вакуум између тенденција свеобухватне културолошке обнове ослобођене земље и помањкања кадра у бројним новоотвореним позориштима широм земље.

##### Драмски студио при Народном позоришту (1945—1948)
Да би се тај тренутни недостатак кадрова ублажио, у очекивању праве високе позоришне школе, поред Средње глумачке школе у Новом Саду, као привремено решење основан је Драмски студио при Народном позоришту у Београду.
Био је смештен, као и неке од ранијих глумачких школа, у дворишној згради Мањежа, на месту данашњег Театра „Бојан Ступица”. Настава у Студију била је двогодишња, а школовање су завршиле две генерације. Први пријемни испит одржан је децембра 1945. године. Припреме за оснивање студија, као и пријемни испит, водила је ауторитативна тројка: Милан Предић, управник позоришта, Велибор Глигорић, директор драме и Милан Ђоковић, који је именован за директора Драмског студија.
Теорију глуме, која је већином била посвећена проучавању „система” Станиславског, предавао је Раша Плаовић, а практичну наставу глуме водили су Мата Милошевић, Страхиња Петровић и Драгољуб Гошић, уз Љубишу Јовановића, који је предавао Рецитацију.

Теоријске предмете предавали су др Хуго Клајн, Милан Богдановић, Божидар Ковачевић, Петар Митропан и Сретен Марић.

## Зграда
1868. године догодило се друго гостовање Српског народног позоришта из Новог Сада у Београду. Тада кнез Михаило Обреновић, одушевљен новосадским глумцима, доноси историјску одлуку о градњи новог и сталног здања београдског театра. У договору са Државним саветом 12. марта 1868. кнез Михаило је одлучио да се позоришна зграда подигне на државном, раније турском земљишту код Стамбол капије, где је истог дана почело рушење турских кућа на том терену. Посебна симболика одабира локације за њено подизање додатно је наглашена уграђивањем делова порушене Стамбол капије у темеље позоришног здања. Ова брзина говори о одлучности да Београд добије сталну позоришну установу. Кнез је захтевао да зграда буде завршена до 15. октобра исте године. О значају који је подизање овог објекта имало у свести српског народа говори и то да је читав трг испред грађевине добио име Позоришни трг, преузимајући од некадашње Велике пијаце (данас Студентског трга) значење главног београдског трга. Народно позориште замишљено је и реализовано као репрезентативна грађевина на којој је аутор показао високо познавање принципа тада владајућег академизма. Односом маса, хоризонталном и вертикалном поделом фасада, као и одабиром грађевинских и декоративних елемената, општи изглед здања упућивао је на сличности са чувеним миланским позориштем La Scala, које је саграђено двадесетак година раније. Нарочиту пажњу архитекта Бугарски посветио је обликовању фасаде оријентисане према тргу. Средишњи ризалит главне фасаде завршен је троугаоним тимпаноном у зони крова, док је хоризонтална подела остварена истакнутим подеоним венцима. У приземљу се истицао трем, изнад којег је, у висини првог спрата, била тераса са декоративно решеном оградом.
Кнез је позвао Јована Ђорђевића да и у Србији оснује стално позориште. Прихватајући позив као част и изазов, управник са собом одводи и половину новосадског ансамбла и седам година после настанка СНП-а.
Када је кнез Михаило убијен 29. маја, припреме су неко време застале. Намесништво је хтело да се започето као кнежев аманет доведе до краја. Образован је Позоришни одбор чија је брига била зидање зграде и формирање трупе. Актом уступљења од 17. јуна 1868. кнежеви законити наследници сестра Петрија Бајић и сестрићи Теодор и Михаило Николић одређују да се Народном позоришту изда сума од 6500 дуката „сходно обећању блаженоупокојеног књаза“. Темељ позоришне зграде је постављен 18. августа, у присуству малолетног Кнеза Милана и намесника. Митрополит београдски Михаило је осветио водицу, поздравну реч је одржао председник Позоришног одбора Филип Христић потом је спуштена и узидана повеља.
Исте године Позоришни одбор је закупио приватну кућу свештеника Сушића да формирана трупа одржава у њој представе, док се зграда не заврши. У тој кући је 10. новембра (по старом календару) изведена прва представа, комад Кароља Оберњика Ђурађ Бранковић. Пре представе је изведена Српска увертира композитора Драгутина Реша, а уводну реч о позоришној уметности, драмској књижевности и дотадашњим драмским представама код Срба одржао књижевник Милорад Шапчанин.
Према пројекту архитекте Александра Бугарског зграда је завршена 1869. године, а 30. октобра исте године изведена је и прва представа - „Посмртна слава кнеза Михаила“ коју је за ту прилику написао Ђорђе Малетић. У тој представи у улози кнеза Михаила је био Дуцман, учитељ јахања у Војној академији.
Првих неколико деценија рада Народног позоришта обележили су: Алекса Бачвански (1832—1881), Адам Мандровић (1839—1912), Милка Гргурова-Алексић (1840—1924), Тоша Јовановић (1845—1893), Илија Станојевић (1859—1930), Милорад Гавриловић (1861—1931), Сава Тодоровић (1862—1935) и други.

### Ентеријер
Решење ентеријера првог здања било је остварено на основу посредно прихваћених италијанских модела, који су у први план истицали уређење и удобност гледалишта. Нарочита пажња била је указана украшавању краљевске ложе драперијама, круном и престолом набављеним у бечким уметничким радионицама. Таванице и парапети ложа били су обложени раскошним гипсаним украсом са позлатом, док је свечаној атмосфери самог гледалишта доприносила светлост „лустера са стотину свећа“. Посебан сегмент позоришног декора представљале су сликане сценске завесе, израђене према нацртима најзначајнијих домаћих сликара, које су саме по себи представљале својеврсна уметничка дела. Осветљење позорнице и читавог позоришта обезбеђивала је гасна станица – гасара, смештена у напуштеној Кара-џамији на углу Доситејеве улице и Браће Југовића. Стална потреба за улепшавањем најпопуларнијег београдског здања тога доба реализована је кроз бројне преправке и дораде првобитног ентеријера. Тако је већ 1905. године изведено и ново декоративно сликарство на сцени, гледалишту и у фоајеу. Према нацртима Драгутина Инкиострија Медењака, првог српског декоративног сликара који је својим умећем украсио бројне београдске палате, израђене су декорације инспирисане мотивима из народне уметности, орнаментике и традиције.

### Реконструкције зграде
Од изградње, зграда је прошла кроз више реконструкција: 1870, 1912 — 1922, 1965. и, коначно, 1986 — 1989. године. Најзначајније реконструкције су оне из 1922. и 1989. године.

#### 1912 — 1922.
Недовољно велики простор позорнице, као и низ техничких потешкоћа, допринели су да реконструкција започне 1912. године, али је због Балканског рата, а касније и Првог светског рата неколико пута прекидана, поново започета 1919. те завршена тек 1922. године. За радове је био ангажован архитекта Јосиф Букавац. Према замисли архитекте, прочишћеност и хармоничност првобитне зграде замењена је наглашено необарокним изгледом фасада, чију улазну партију истичу две угаоне куле за степеништа. Том приликом, ентеријер здања додатно је украшен декоративним и гипсаним радовима на зидовима гледалишта и улазног хола, као и сликаним декорацијама које је на таваницама извео руски сликар Стјепан Фјодорович Колесников. Занимљиво је да се уметник, иако васпитан у традицији руског академског реализма, определио за композицију засновану на принципима барокне декоративне уметности. Богатим колоритом и изразитом минуциозношћу у изради, Колесников је таваницу гледалишта осликао класичним античким темама – Талија на квадриги и Баханал, митолошке фантазије, које славе позориште као храм уметности. Прва представа у обновљеној згради, „Ревизор”, одржана је 6. јуна 1922.
При радовима 1938, партер је смањен за један рад, како би се проширио оркестар. Већи радови су обављени на лето 1939: појачано је осветљење, репарирани су покретна бина и под позорнице, постављен нови хоризонт.

#### 1941.
Наредна реконструкција позоришне зграде уследила је 1940. године, али је због рушења гледалишта и позорнице у бомбардовању 6. априла Београда 1941. до реализације дошло тек крајем те године. Исте године је и обновљена. Према замисли архитеката Гојка Тодића и Драгана Гудовића, грађевина је у потпуности изменила изглед. Изузев профилисаног кровног венца, са главног прочеља је скинута сва дотадашња декоративна пластика. Овакав изглед позориште је задржало и током наредне реконструкције 1965. године, када су преуређени и улазни хол, гледалиште и оркестарски простор под руководством архитекте Николе Шерцера. За време окупације, тадашњи директор Народног позоришта Јован Поповић је ставио ову институцију у службу окупационог и квислиншког режима.

#### 1986 — 1989.
Свакако најзанимљивија и најзначајнија реконструкција зграде националног театра, реализована у периоду од 1986. до 1989. године, отворила је полемику међу стручном и широм јавности о питању да ли згради треба вратити изворни изглед или обрисе из 1922. године. Ипак, обновљен је изглед објекта из времена његове прве реконструкције и дограђен застакљени технички анекс у задњем делу грађевине према пројекту архитеката Слободана Дрињаковића и Љубомира Здравковића. Тај изглед је зграда задржала до данас. Приликом ових радова, према замисли архитекте Милана Палишашког, обновљен је у потпуности веродостојан амбијент унутрашњости са циљем да се потврде визуелне и симболичне вредности старог театра. У вестибилу је постављена биста кнеза Михаила, рад Енрика Пација из 1872. године, а сликана композиција Колесникова на таваници реконструисана је на основу сачуваних оригиналних нацрта. Додатак куполе је изазвао расправу.
Одолевајући бурним историјским догађајима, који су обележили српску историју деценијама уназад, Народно позориште је опстало као сведочанство очувања српске културе и традиције, али и као стварни светионик српске духовности у будућности. Због својих културних, историјских, архитектонских, урбанистичких, уметничких и естетских вредности, Народно позориште у Београду утврђено је за културно добро од великог значаја 1983. године. 
На ову реконструкцију је утрошено 4,5 милиона долара. Реновирана зграда Народног позоришта свечано је отворена 15. октобра 1989. године.

## Драма
Историју Драме Народног позоришта у Београду делимо на четири фазе: од 1868. до 1914, од 1918. до 1941, од 1945. до 1991, и од 1991. до данашњих дана. Карактеристично за прве деценије постојања Народног позоришта је да су представе имале углавном само премијеру и две/три репризе, док су само ретки, изузетно популарни комади, имали и десетак извођења. Режија, у данашњем смислу те речи, практично није ни постојала. Ситуација се поправила тек пред сам Први светски рат када долази Александар Иванович Андрејев, школовани редитељ, који режију, а и квалитету представа уопште, поставља на један виши ниво.
Почетке домаћег стваралаштва у Народном позоришту обележиле су углавном трагедије и драмски прикази инспирисани средњовековном и новијом историјом као што су, на пример, „Смрт Уроша V“ Стефана Стефановића, „Милош Обилић (Бој на Косову)“ Јована Суботића, „Хајдук Вељко“ Јована Драгашевића. Изводили су се и колоквијално названи комади с певањем, попут драматизација прозе Стевана Сремца „Зоне Замфирове“ и „Ивкове славе“, а најпопуларнији и најгледанији од свих, „Коштана“ Борисава Станковића, први је пут приказана 1901. године те је до данашњих дана остала култна представа.
Од истакнутих домаћих аутора нарочито се истичу млади Бранислав Нушић и Јован Стерија Поповић, тада већ препознати домаћи класици, али и уметници као што су Симо Матавуљ, Светозар Ћоровић, Војислав Јовановић Марамбо, Миливој Предић, Лаза Костић, Милован Ђ. Глишић и други.
Од светских остварења која су обележила прву фазу постојања Народног позоришта истичу се дела Софокла, Шекспира, Островског, Калдерона, Молијера, Расина, Голдонија, Шилера и многих других.
Последња представа пре Првог светског рата је недовршена изведба "Хајдук Вељка", 15. (28.) јуна 1914, прекинута по наређењу Министарства унутрашњих послова након пријема вести о атентату у Сарајеву. Рад је настављен након Уједињења, крајем 1918. у "Касини".
Након Првог светског рата и даље се игра класични репертоар. Од светских писаца изводе се Бернард Шо, Луиђи Пирандело, Џон Голсворди и руги, док домаћи репертоар чине Јован Стерија Поповић, Бранислав Нушић, који стичу изразиту популарност, Милутин Бојић, Борисав Станковић, Иво Војновић, Милан Беговић, Иван Цанкар, Тодор Манојловић и други. У то време међу публиком је веома популаран и такозвани булеварски репертоар, нарочито француски „лаки комади“.
Када је реч о режији, доминирају школовани домаћи и руски редитељи и глумци-редитељи.
У периоду од 1945. до почетка педесетих година 20. века изводе се представе са јасном политичком поруком, а превладава тзв. „социјалистички реализам“. Од почетка педесетих година тај политички утицај се губи те долази до својеврсне либерализације што доводи до тога да главну реч у раду Позоришта поново имају уметници и уметност.
Седамдесете и осамдесете године обележиле су представе по делима Борислава Михајловића Михиза, Александра Поповића, Мирослава Крлеже, Љубомира Симовића, Јована Христића, Велимира Лукића и других. Изводи се и савремена светска драматургија, а носиоци савремене домаће драматургије су Синиша Ковачевић, Вида Огњеновић, Јелена Кајго, Милош Николић, Стеван Пешић и други.
Током 2015-2018 Драма Народног позоришта је добила преко 100 награда. Неке од представа овог позоришта су Велика Драма, Важно је звати се Ернест, Боливуд, Бизарно, Бела кафа, Дама с камелијама, Балкански шпијун, Антигона.
Народно позориште је добило награду „Стеван Мајсторовић” 2022. године.

## Опера
У Опери Народног позоришта су ангажовани прваци, првакиње, солисти и солисткиње. Међу првакињама су Драгана дел Монако, Јадранка Јовановић, Софија Пижурица.
У оквиру сектора Опере функционише и Оперски студио ”Борислав Поповић”, у коме се млади  певачи едукују током двогодишњег курса и припремају за сцену.

## Управници
| управник                   | од                | до             |
| -------------------------- | ----------------- | -------------- |
| Јован Ђорђевић             | 1. XI 1868.       | 5. I 1871.     |
| Ђорђе Малетић              | 5. I 1871.        | 11. XII 1871.  |
| Милан А. Симић             | 11. XII 1871.     | 22. X 1875.    |
| Јован Ђорђевић             | 22.X 1875.        | 1. IV 1877.    |
| Милорад Поповић Шапчанин   | 1. IV 1877.       | 12.XI 1877.    |
| Милан А. Симић             | 12.XI 1877.       | 5. III 1880.   |
| Милорад Поповић Шапчанин   | 5.III 1880.       | 15. VIII 1893. |
| Др Никола Петровић         | 15. VIII 1893.    | 14. VII 1900.  |
| Бранислав Нушић            | 14. VII 1900.     | 14. I 1902.    |
| Јован Ђ. Докић             | 15. I 1903.       | 15. V 1903.    |
| Драгомир Јанковић          | 15. V 1903.       | 30. VII 1906.  |
| Др Никола Петровић         | 30. VII 1906.     | 29. XI 1906.   |
| Михајло Марковић           | 29. XI 1906.      | 17.VII 1909.   |
| Милан Грол                 | 17. VII 1909.     | 31. III 1910.  |
| Милорад Гавриловић         | 31. III 1910.     | 30.XII 1911.   |
| Милан Грол                 | 1. IX 1911.       | 28. VII 1914.  |
| Милутин Чекић              | 1. XII 1918.      | 5. VIII 1919.  |
| Милан Грол                 | 5. VIII 1919.     | 28. II 1924.   |
| Милан Предић               | 1. III 1924.      | 11. XI 1924.   |
| Велимир Живојиновић Масука | 11. XI 1924.      | 21. VIII 1925. |
| Милан Предић               | 21. VIII 1925.    | 14. VIII 1933. |
| Драгослав Илић             | 14. VIII 1933.    | 21. II 1935.   |
| Др Бранислав Војновић      | 21. II 1935.      | 28. IX 1939.   |
| Милан Предић               | 13. X 1939.       | 26. VI 1940.   |
| Момир Вељковић             | 26. VII 1940.     | 1. VIII 1941.  |
| Јован Поповић              | 1. VIII 1941.     | 30. XII 1944.  |
| Милан Предић               | 1. I 1945.        | 30. IV 1947.   |
| Велибор Глигорић           | 1. VII 1947.      | 30. VIII 1950. |
| Милан Богдановић           | 1. IX 1950.       | 31. III 1962.  |
| Гојко Милетић              | 1. VII 1962.      | 29. II 1972.   |
| Велимир Лукић              | 15. VI 1972.      | 1990.          |
| Вида Огњеновић             | 16. IV 1990.      | 1993.          |
| Александар Берчек          | 21. I 1993.       | 10. V 1997.    |
| Небојша Брадић             | 16. IV 1997.      | 21. I 2000.    |
| Жељко Симић                | I 2000.           | X 2000.        |
| Љубивоје Тадић             | 12. XII 2000.     | 08. IV 2005.   |
| Дејан Савић                | 8. IV 2005.       | 15. XI 2007.   |
| Предраг Ејдус              | 15. XI 2007.      | 4. III 2009.   |
| Божидар Ђуровић            | 22. X 2009.       | 2012.          |
| Дејан Савић                | 4. X 2012.        | 20. XI 2018.   |
| Ивана Вујић                | 20. XI 2018. (вд) | 14. X 2021.    |
| Светислав Гонцић           | 14. X 2021. (вд)  |                |

## Награда Народног позоришта
Народно позориште као награду додељује Плакету Народног позоришта.